# Торреоргас
Торреоргас (ісп. Torreorgaz) — муніципалітет в Іспанії, у складі автономної спільноти Естремадура, у провінції Касерес. Населення — 1769 осіб (2010).
Муніципалітет розташований на відстані близько 250 км на південний захід від Мадрида, 15 км на південний схід від Касереса.

## Демографія
Динаміка населення (INE ):

## Галерея зображень

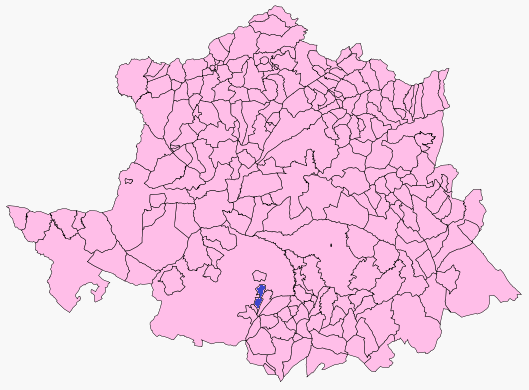
Розташування муніципалітету у провінції Касерес